# America's Frontline Doctors
America's Frontline Doctors (en español, «Médicos de primera línea de América» o «Médicos de primera línea de los Estados Unidos») es una organización política de derecha estadounidense.   Fundada por Simone Gold y promovida por Tea Party Patriots, se ha opuesto a los mandatos de confinamiento y distanciamiento social durante la pandemia de COVID-19.  El grupo promueve desinformación sobre la pandemia de COVID-19 y las vacunas de la misma.
El America's Frontline Doctors hizo su primera aparición pública durante un evento mediático el 27 de julio de 2020, en el que defendió la reutilización de medicamentos como tratamiento para el COVID-19, como por ejemplo la hidroxicloroquina. Sus declaraciones se hicieron sin el apoyo de pruebas revisadas por pares o la aprobación regulatoria, además este grupo también alegó falsamente que la industria farmacéutica estaba patrocinando intencionalmente estudios que mostraban que los medicamentos eran ineficaces. El vídeo del evento se distribuyó a través de sitios web de derecha y redes sociales, y también fue promovido por el presidente Donald Trump y su hijo.
Con el lanzamiento de las vacunas contra la COVID-19, que comenzó en enero de 2021, el grupo se dedicó al activismo antivacunas, haciendo afirmaciones falsas sobre la eficacia y la seguridad de las vacunas, e intentando demandar al gobierno federal de Estados Unidos para invalidar la Autorización de Uso de Emergencia (EUA) de las vacunas. El grupo también comenzó a promover consultas de telemedicina paga con médicos "capacitados por la America's Frontline Doctors", que prescribirían medicamentos promocionados por el grupo como tratamientos para la COVID-19.
En enero de 2021, Gold y el director de comunicaciones del grupo, John Strand, fueron arrestados en relación con el asalto al Capitolio de los Estados Unidos el 6 de enero.

## Historia

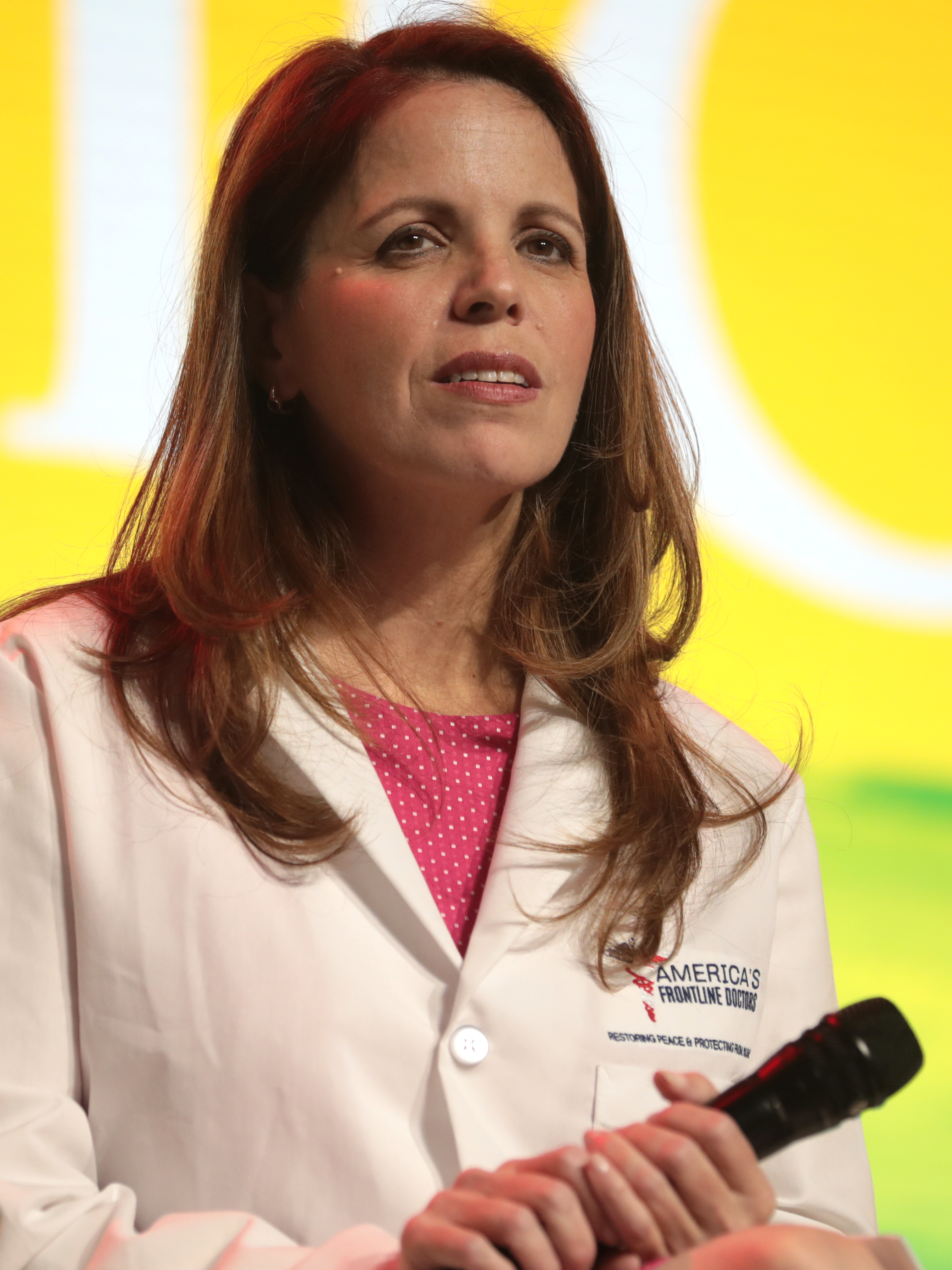
Simone Gold, fundadora y líder del grupo, hablando en la Cumbre de Acción Estudiantil de Turning Point USA en 2020.

El 27 de julio de 2020, en medio de la pandemia de COVID-19, Tea Party Patriots organizó y financió una conferencia de prensa en Washington D. C., frente al edificio de la Corte Suprema de los Estados Unidos, por un grupo fundado por Simone Gold que se refirió a sí mismos como America's Frontline Doctors. Sin evidencia revisada por pares ni aprobación formal de los organismos de salud, el grupo afirmó que un cóctel de hidroxicloroquina, azitromicina y zinc podría usarse como una «cura» para el COVID-19, y que las medidas de salud pública (como confinamientos y el uso de mascarillas en los espacios públicos) eran, por tanto, innecesarias. Una de las oradoras, Stella Immanuel, dijo que ella misma había tratado y curado a 350 pacientes con COVID-19 usando el cóctel mencionado anteriormente, y se refirió a los médicos que se niegan a usar hidroxicloroquina comparándolos con los «buenos alemanes que permitieron que los nazis maten a los judíos». También acusaron a «compañías farmacéuticas falsas» de patrocinar estudios que encontraron que la hidroxicloroquina es ineficaz contra el COVID-19.
El evento fue transmitido en vivo por el sitio web de extrema derecha Breitbart News, y el video del evento se compartió en plataformas de redes sociales, como grupos de Facebook dedicados a movimientos contra la vacunación y de conspiración, y en Twitter, donde el entonces presidente de los Estados Unidos Donald Trump (quien también había promovido las drogas) y su hijo Donald Trump Jr. ambos compartieron versiones del video. Citando políticas contra la desinformación sobre la pandemia de COVID-19, Facebook, Twitter y YouTube comenzaron a eliminar publicaciones del video. Se estimó que las publicaciones del video en Facebook habían alcanzado más de 14 millones de visitas antes de la eliminación. Twitter restringió la cuenta de Trump Jr. durante 12 horas después de que subió una versión del video a su cuenta.
Cuando se le preguntó sobre el video, Trump se refirió al grupo como «médicos muy respetados» y se refirió a Immanuel como «espectacular». Cuando se le preguntó por qué confiaba en Immanuel a pesar de su historial de promoción de conspiraciones (como que ADN extraterrestre es usado como parte de tratamientos médicos), Trump respondió: «Pensé que era muy impresionante, en el sentido de que, de donde vino ... No sé de qué país viene, pero dijo que ha tenido un gran éxito con cientos de pacientes diferentes».
Después del evento, Gold fue despedida de su cargo como médica de sala de emergencias en dos hospitales.

### Participación en el asalto al Capitolio de los Estados Unidos de 2021
El 6 de enero de 2021, la fundadora Simone Gold participó en el asalto al Capitolio de los Estados Unidos para protestar por la certificación de la victoria electoral de Joe Biden. Ella enfrentó cargos de entrar a un edificio o terreno restringido, entrada violenta y alteración del orden público.  Gold afirmó que siguió a una multitud al Capitolio sin darse cuenta de que era una entrada ilegal. Gold afirmó que no presenció ningún tipo de violencia; sin embargo, la declaración jurada del FBI en apoyo de la denuncia penal y la orden de arresto hace referencia a evidencia de video que contradice esto. Gold dijo a los periodistas que le preocupaba que las fotos de ella dentro del Capitolio la distraerían de su trabajo de defensa de la salud y dijo «Lamento estar allí», pero describió el evento como «no un disturbio» e «increíblemente pacífico».
John Strand, director de comunicaciones del grupo, también fue arrestado por cargos federales relacionados con la insurrección.